# فانخام فيفافانه
فانخام فيفافانه (مواليد 14 أبريل 1951) هو سياسي من لاوس عضو في المكتب السياسي واللجنة التنفيذية لحزب الشعب الثوري اللاوسي، وهو أيضًا يشغل رئيس وزراء لاوس.